# Cilumba
Cilumba is een bestuurslaag in het regentschap Tasikmalaya van de provincie West-Java, Indonesië. Cilumba telt 4161 inwoners (volkstelling 2010).